# VPS11
VPS11‏ (VPS11, CORVET/HOPS core subunit) هوَ بروتين يُشَفر بواسطة جين VPS11 في الإنسان.